# 茨城県立水戸第二高等学校
茨城県立水戸第二高等学校（いばらきけんりつ みとだいにこうとうがっこう）は、茨城県水戸市大町二丁目にある茨城県立の高等学校。

## 概要
通称は「水戸二高」（みとにこう）、「水戸二」（みとに）または「二高」（にこう）。かつてはその所在地から「大町高女」といわれることもあった。2006年から、スーパーサイエンスハイスクールに指定されている。
女子校を前身とし、現在でも在籍生徒は例年基本的に全員が女子である。現在茨城県立の高校は全て共学化され、水戸二高も制度上は女子校ではなく共学校であるが、公式ホームページにも「実質的女子校」であると明記されている。スーパーサイエンスハイスクール事業でも「国際的に活躍できる女性科学・技術者の育成の基盤づくり」（第1期）、「次世代を担える科学的素養を備えた女性の育成」・「積極的に世界を目指す女性科学者育成の基盤づくり」、「水戸二高SSHサイクルや主体的・協働的な学びを活用した、科学技術を牽引できる女性の育成」（第3期）と生徒が女子であるという前提の研究課題を設定している。かつての在籍生には男子生徒がいたというが、大多数の女子学生の中で3年間の学習を継続できず転校したとされ、またそれ以後男子入学はなく、全日制の男子の卒業生は存在しないという。

## 沿革
- 1900年 - 茨城県高等女学校として、旧弘道館等に仮校舎を設置して発足。
- 1903年 - 茨城県立水戸高等女学校と改称し、水戸市大町の現在地に移転。
- 1948年 - 茨城県立水戸第二高等学校となる。
同年5月、茨城県立水戸第三高等学校（旧茨城県立水戸第二高等女学校）を統合する。なおこの学校は、現在水戸市三の丸にある同名の茨城県立水戸第三高等学校とは別の学校である[4]。
- 1949年 - 家政科付設。
- 1950年 - 創立50周年記念事業を実施。
- 1951年 - 秀芳会館（同窓会館）完成。
- 1956年 - 制服制定。
- 1962年 - 新校舎完成（4階建）。
- 1970年 - 夏服制定。
- 1973年 - 体育館竣工。
- 1990年 - 創立90周年記念式典挙行。
- 1993年 - 家政科募集停止。
- 2000年 - 第3回校訓制定（「叡智　仁愛　創造」）、新1号館へ移転、創立100周年記念式典（県民文化センター大ホール）。
- 2001年 - 秀芳会館（同窓会館）完成。
- 2005年 - 普通教室（24教室）にエアコン導入。
- 2006年4月1日 - 文部科学省スーパーサイエンスハイスクールに指定
- 2011年
  - 3月11日 - 東日本大震災により校舎などが被災
  - 4月1日 - 文部科学省スーパーサイエンスハイスクールに再指定(Ⅱ期目)
- 2016年3月28日 - 文部科学省スーパーサイエンスハイスクールに再指定(Ⅲ期目)
- 2022年 - 新入生から制服改定。リボンとネクタイ、スカートとスラックスの選択が可能に

## 教育理念
社会に貢献し得る人材の育成

## 著名な出身者
- 中村登美（政治家）
- 狩野安（政治家）
- 荒砂ゆき（女優）
- 宮嶋千佳子（タレント）
- 七海ひろき（元宝塚歌劇団）
- 鈴華ゆう子（和楽器バンド）
- 五條真由美（歌手）